# Ciepło spalania
Ciepło spalania – ilość energii oddawanej do otoczenia na sposób ciepła w wyniku spalania określonej ilości substancji w ustalonych warunkach. Wartości ciepła spalania są stosowane w technice cieplnej do określania wartości opałowej paliw. W termochemii są często stosowaną podstawą obliczeń wartości ciepła różnych reakcji chemicznych na podstawie wartości ciepła spalania substratów i produktów tej reakcji.

## Technika cieplna
W technice cieplnej definiuje się pojęcia ciepła całkowitego {\displaystyle (Q_{c})} i zupełnego spalania jednostki masy paliwa (1 kg paliwa stałego lub ciekłego) lub jednostki objętości (1 Nm³ paliwa gazowego w warunkach normalnych). Spalanie jest wykonywane w stałej objętości, w bombie kalorymetrycznej. Produkty spalania są oziębiane do temperatury początkowej, a para wodna zawarta w spalinach skrapla się zupełnie. Wyniki pomiarów odnosi się do warunków standardowych i wyraża w jednostkach J/kg lub J/Nm³.

## Termochemia
W termochemii wartości ciepła spalania związków chemicznych odnosi się do liczby postępu reakcji {\displaystyle \delta =1.} Wyróżnia się ciepło spalania w stałej objętości {\displaystyle (Q_{v})} i pod stałym ciśnieniem {\displaystyle (Q_{p}).} Jeżeli w czasie reakcji nie jest wykonywana inna praca poza pracą zmiany objętości {\displaystyle (-p\Delta V),} to ciepło reakcji spalania jest równe odpowiedniej funkcji termodynamicznej – entalpii spalania lub energii wewnętrznej tej reakcji:
- gdy {\displaystyle v,T=\operatorname {const} } i nie jest wykonywana żadna praca:

{\displaystyle Q_{v}=\Delta u=\left({\frac {\partial u}{\partial \lambda }}\right)_{T,v}} (energia wewnętrzna reakcji spalania)
- gdy {\displaystyle p,T=\operatorname {const} } i nie jest wykonywana inna praca, poza pracą zmiany objętości {\displaystyle (p\Delta v)}

{\displaystyle Q_{p}=\Delta h=\left({\frac {\partial h}{\partial \lambda }}\right)_{T,p}} (entalpia reakcji spalania).

### Wartości ciepła spalania (przykłady)
| Węglowodory | Qp [kJ/mol] | Alkohole  | Qp [kJ/mol] | Kwasy     | Qp [kJ/mol] | Alkeny | Qp [kJ/mol] |
| ----------- | ----------- | --------- | ----------- | --------- | ----------- | ------ | ----------- |
| CH4         | 891,6       | CH3OH     | 725,5       | HCOOH     | 256,6       | –      | –           |
| C2H6        | 1562,1      | C2H5OH    | 1368,7      | CH3COOH   | 878,2       | C2H4   | 1413,1      |
| n-C3H8      | 2223,3      | n-C3H7OH  | 2020,2      | C2H5COOH  | 1540,2      | C3H6   | 2061        |
| n-C4H10     | 2882,9      | n-C4H9OH  | 2673,6      | C3H7COOH  | 2198,9      | C4H8   | 2722,6      |
| n-C5H12     | 3541,9      | n-C5H11OH | 3328,1      | C4H9COOH  | 2858,8      | C5H10  | 3395,4      |
| n-C6H14     | 4200,1      | n-C6H13OH | 3982,8      | C5H11COOH | 3516,2      |        |             |
| n-C7H16     | 4857,9      | n-C7H15OH | 4638,5      | C6H13COOH | 4171,1      |        |             |
| n-C8H18     | 5514        | n-C8H17OH | 5294,5      | C7H15COOH | 4830,2      |        |             |

### Zastosowania standardowych wartości entalpii spalania
Pomiary entalpii spalania różnych czystych związków chemicznych są stosunkowo łatwe i dokładne. Wyniki tych pomiarów (zamieszczane w tabelach charakterystyk związków) są wykorzystywane w czasie obliczania ciepła dowolnych reakcji chemicznych. Zgodnie z pierwszą zasadą termodynamiki i prawem Hessa ciepło reakcji jest równe różnicy między sumą ciepeł spalania produktów i ciepeł spalania substratów (wartości molowe pomnożone przez odpowiednie współczynniki stechiometryczne, analogicznie jak w przypadku korzystania ze standardowych ciepeł tworzenia reagentów). W ten sposób można np. obliczyć standardową entalpię reakcji syntezy ciekłego metanolu z wodoru i tlenku węgla znając standardowe entalpie spalania CO, H2 i CH3OH.
Entalpię reakcji syntezy metanu z grafitu i wodoru w wyniku reakcji:
C
(graf.) + 2H
2(g)  →  CH
4(g),
której nie można przeprowadzić w kalorymetrze, oblicza się na podstawie trzech znanych wartości entalpii spalania grafitu, wodoru i metanu.
| Symbol reakcji | Równanie reakcji spalania               | Entalpia spalania (kJ/mol) |
| -------------- | --------------------------------------- | -------------------------- |
| A              | C (graf.) + O 2(g) → CO 2(g)            | −393,5                     |
| B              | H 2(g) + ½O 2(g) → H 2O (c)             | −285,9                     |
| C              | CH 4(g) + 2O 2(g) → CO 2(g) + 2H 2O (c) | −890,4                     |

Równanie reakcji tworzenia metanu (R) można otrzymać poprzez sumowanie trzech reakcji:
R = A + 2B − C,
co oznacza, że istnieje hipotetyczna możliwość przeprowadzenia syntezy CH4 również taką drogą, a zgodnie z prawem Hessa ostateczna zmiana entalpii swobodnej układu byłaby taka sama. Stąd:
{\displaystyle \Delta H_{R}} = −393,5 + 2·(−285,9) – (−890,4) = −74,9 kJ/mol.

Zasada obliczeń ciepła tworzenia metanu z pierwiastków (R) na podstawie wartości ciepeł reakcji: A – spalania grafitu, B – spalania wodoru, C – reakcji odwrotnej do spalania metanu (zastosowanie prawa Hessa)

W przedstawiony sposób można obliczyć ciepła tworzenia wielu związków organicznych. W przypadkach, gdy nie są dostępne zmierzone wartości entalpii spalania węglowodorów dopuszcza się stosowanie założenia o addytywności, zgodnie z którą udział jednej grupy metylenowej w wartości {\displaystyle \Delta H} wynosi w warunkach standardowych −659,17 kJ (możliwe jest obliczenie entalpii spalania dla związków szeregu homologicznego alkanów, jeżeli jest znana jedna zmierzona wartość ciepła spalania). Bardziej złożone zagadnienia pojawiają się w sytuacjach, gdy część reagentów zawiera heteroatomy (np. siarka, azot), które w produktach spalania mogą występować na różnych stopniach utleniania, często w związkach rozpuszczających się w wodzie. Niezbędne jest wówczas dokładne określenie stanu końcowego dla każdego z końcowych produktów spalania.